# Sydney Schneider
Sydney Michelle Schneider (geboren am 31. August 1999 in Dayton, New Jersey) ist eine US-amerikanisch-jamaikanische Fußballtorhüterin, die für die Washington Spirit in der National Women’s Soccer League (NWSL) und die jamaikanische Fußballnationalmannschaft der Frauen spielt.

## Karriere

### Verein
Schneider besuchte die South Brunswick High School in South Brunswick und studierte Trainingswissenschaft an der University of North Carolina, für deren Sportteam, die Seahawks, sie von 2017 bis 2020 in 44 Spielen zum Einsatz kam.
Im NWSL Draft 2021 wurde Schneider von den Washington Spirit an 29. Stelle ausgewählt.
Ab der Saison 2023/24 spielt sie für die Frauenmannschaft von Sparta Prag.

### Nationalmannschaft
Da die Mutter von Schneider aus Jamaika stammt, erhielt sie 2015 das Angebot, für Jamaika zu spielen. Zunächst lehnte sie ab, da sie sich selbst als nicht gut genug dafür ansah und sich auf die Schule konzentrieren wollte. Ein Jahr später entschloss sie sich dazu, doch für Jamaika spielen zu wollen.
Durch mehrere starke Paraden trug sie wesentlich zum 1:0-Sieg in der Vorrunde des CONCACAF Women’s Gold Cup 2018 über Costa Rica bei und wurde dadurch zur besten Spielerin der Partie ausgezeichnet. Durch den dritten Platz bei diesem Turnier qualifizierte sich Jamaika erstmals für die Fußball-Weltmeisterschaft der Frauen 2019 in Frankreich.
Bei der 0:3-Auftaktniederlage gegen Brasilien parierte Schneider einen Strafstoß von Andressa Alves.